# Rezerwat przyrody Jodły Ostrzeszowskie
Rezerwat przyrody Jodły Ostrzeszowskie – florystyczny rezerwat przyrody położony w gminie Doruchów, powiecie ostrzeszowskim (województwo wielkopolskie).
Powierzchnia: 8,73 ha (akt powołujący podawał 8,96 ha).
Został utworzony w 1963 roku w celu ochrony boru mieszanego z jodłą pospolitą (Abies alba) na granicy jej zasięgu.

## Podstawa prawna
- Zarządzenie Ministra Leśnictwa i Przemysłu Drzewnego z dnia 26 kwietnia 1963 r. w sprawie uznania za rezerwat przyrody (M. P. z 1963 r. Nr 43, Poz. 214)
- Obwieszczenie Wojewody Wielkopolskiego z dn. 4.10.2001 r. w sprawie ogłoszenia wykazu rezerwatów przyrody utworzonych do dn. 31.12.1998 r.
- Zarządzenie Nr 8/10 Regionalnego Dyrektora Ochrony Środowiska w Poznaniu z dnia 25 stycznia 2010 r. w sprawie rezerwatu przyrody „Jodły Ostrzeszowskie”

zmienione przez: Zarządzenie Regionalnego Dyrektora Ochrony Środowiska w Poznaniu z dnia 20 czerwca 2017 r. zmieniające w sprawie rezerwatu przyrody „Jodły Ostrzeszowskie”